# Thủy điện Thái An
Thủy điện Thái An là công trình thủy điện xây dựng trên sông Miện tại vùng đất bản Nậm Luông xã Thái An huyện Quản Bạ tỉnh Hà Giang, Việt Nam .
Thủy điện Thái An có công suất 82 MW với 2 tổ máy, sản lượng hàng năm gần 400 triệu kWh, khởi công tháng 1/2008, hoàn thành tháng 9/2010 .

## Sông Miện
Sông Miện là phụ lưu của sông Lô, bắt nguồn từ tỉnh Vân Nam, Trung Quốc và chảy vào Việt Nam ở tỉnh Hà Giang qua các huyện Quản Bạ và Vị Xuyên, đổ vào sông Lô ở thành phố Hà Giang.
Quy hoạch Thủy điện Sông Miện là hệ thống gồm 6 bậc, trong đó 5 nhà máy đã được vận hành .
Thủy điện Sông Miện 1 còn gọi là thủy điện Bát Đại Sơn, công suất 6 MW, khởi công tháng 4/2009, hoàn thành tháng 10/2011, tại bản Phú Tỷ 1 xã Na Khê huyện Yên Minh và xã Bát Đại Sơn huyện Quản Bạ  23°09′25″B 105°01′02″Đ / 23,156976°B 105,017348°Đ.
Thủy điện Thái An công suất 82 MW, hoàn thành tháng 9/2010.
Thủy điện Thuận Hòa (Sông Miện 4) công suất 38 MW với 2 tổ máy, xây dựng tại xã Thuận Hòa, huyện Vị Xuyên, năm 2011 tạm dừng, tái khởi động tháng 10/2014, hoàn thành tháng 6/2017 .22°55′24″B 105°00′23″Đ / 22,923324°B 105,006382°Đ
Thủy điện Sông Miện 5 công suất lắp máy 16,5 MW, hoàn thành năm 2012, tại bản Mịch A xã Thuận Hòa, huyện Vị Xuyên .
Thủy điện Sông Miện 5A công suất lắp máy 9 MW, khởi công tháng 3/2011 hoàn thành tháng 3/2015, tại xã Thuận Hòa, huyện Vị Xuyên .22°53′36″B 104°59′32″Đ / 22,893316°B 104,99225°Đ